# William Gilmore
William Evans Garrett Gilmore (* 16. Februar 1895 in Wayne; † 5. Dezember 1969 in Philadelphia) war ein US-amerikanischer Rudersportler.
William Gilmore (auch Garrett Gilmore) begann 1919 beim Bachelors Barge Club mit dem Rudersport. Schon ein Jahr später gewann er seine ersten Rennen. Im Laufe seiner Karriere gewann er fünf nationale Titel im Einer und noch mehr im Doppelzweier. 1924 nahm er in Paris erstmals an den Olympischen Sommerspielen teil. Gilmore musste sich im Einer-Finale nur der britischen Ruderlegende Jack Beresford geschlagen geben. Erst acht Jahre später nahm er ein zweites Mal an Olympischen Spielen teil. In Los Angeles trat er im vergleichsweise fortgeschrittenen Alter von 37 Jahren gemeinsam mit Kenneth Myers an und gewann im Doppelzweier mit diesem den Titel vor den Vertretern aus Deutschland. Gilmore arbeitete als Immobilienmakler.